# Список плазунів Сербії
У списку перелічені 28 плазунів (26 автохтонних видів та 2 інтродуковані), які мешкають у Сербії. Основою для статті став список сербських герпетологів під керівництвом Александра Урошевича, що вийшов у віснику Музею природничої історії м. Белграду 2022 року. Термінологія наведена відповідно до списку плазунів Європи від Європейської герпетологічної спілки (лат. Societas Europaea Herpetologica), або просто SEH.
Підтверджено проживання 10 видів змій (усі автохтонні), 14 видів ящірок (з них один інтродукований вид — Hemidactylus turcicus) та 4 видів черепах (з них один вид інтродукований — Trachemys scripta), що формують 19 родів, 9 родин та 2 ряди. Видове розмаїття розширюється завдяки постійним морфологічним, популяційним та молекулярним дослідженням. Так, 2010 року з видового комплексу Anguis fraglis був виокремлений новий вид Anguis colchica — Сербія є країною, де проходить кордон між ареалами поширення двох видів. 
Потенційним розширенням герпетофауни може бути низка інших видів ящірок (Dinarolacerta montegrina, Anguis greaca) та змій (Hierophis gemonensis, Telescopus fallax, Zamenis situla, Malpolon insignitus). Наприклад, D. montegrina мешкає в гірському масиві Проклетіє в Албанії та Чорногорії, але поки ще не була описана в сербській частині масиву, однак її присутність тут вважають ймовірною. Такі види, як Z. situla чи T. fallax потребують середземноморського клімату: на півдні Сербії, неподалік македонського кордону, у долині Пчині наявний вплив зі Середземномор'я, що створює умови для життєдіяльності цих плазунів, а тому їхню присутність у майбутньому не можна виключати.
Поширеність різних видів на території країни неоднорідна: вужі, наприклад трапляються повсюдно, у той час, як Algyroides nigropunctatus можна зустріти виключно в долині ріки Білий Дрин, а фрагментовані популяції Vipera ursinii мають обмежений ареал поширення в Динарських Альпах. Загалом південь Сербії є значно багатшим у видовому плані — вплив середземноморського клімату у долинах Білого Дрину, Південної Морави та Пчині створює необхідні умови для проживання таких видів, як Platyceps najadum, Elaphe quatuorlineata, Testudo graeca, які більше ніде в країні не зустрічаються. Сама країна як частина Балканського півострова була важливим рефугіумом під час останнього льодовикового періоду та місцем реколонізації континенту опісля танення льодів. 

### Легенда
Такі теги використані для позначення охоронного статусу кожного виду за оцінками Європейського Червоного списку (ЄЧС) та Міжнародного союзу охорони природи (МСОП):
| NA | Not Applicable  | Не підлягає оцінці             |
| VU | Vulnerable      | Уразливий                      |
| NT | Near Threatened | Близький до загрозливого стану |
| LC | Least Concern   | В найменшій загрозі            |

Для більшості плазунів наведений їхній статус у ЄЧС (виділений жирним шрифтом – VU, EN, LC). Якщо європейський статус відсутній, то наведено глобальний (звичайним шрифтом – VU, LC, NT). Якщо і такий статус відсутній, то в клітинці стоїть прочерк («-»). Під українською вернакулярною назвою рептилій наведена локальна вернакулярна назва (у випадку Сербії — сербською), якщо така існує.

### Плазуни
| Українська назва/Локальна нава                                                 | Біноміальна назва                                   | Родина       | Ряд        | Статус ЄЧС/МСОП | Ареал проживання | Зображення | Виноски              |
| ------------------------------------------------------------------------------ | --------------------------------------------------- | ------------ | ---------- | --------------- | --- | ---------- | -------------------- |
| Веретільниця східна (серб. istočni slepić)                                     | Anguis colchica (Nordmann, 1840)                    | Anguidae     | Squamata   | LC              | Сербія є країною, де пролягає кордон ареалів A. colchica та A. fragilis: південь Банату та північний схід країни є ареалом виключно першого виду, територією, де мешкають обидва види є Поморав'я та східна частина країни, потенційно спільними ділянками можуть бути Шумадія та центр Сербії. Надає перевагу вогким місцинам з розвинутою рослинністю, найчастіше трапляється в лісах, інколи на луках чи в садах. |            | [ 6 ] [ 7 ]          |
| Веретільниця ламка (серб. slepić)                                              | Anguis fragilis Linnaues, 1758                      | Anguidae     | Squamata   | LC              | Трапляється по всій країні, окрім Банату та північного сходу. Як і попередній вид полюбляє ліси, але часто на неї можна натрапити у місцях переходу густої лісової рослинності до більш трав'яної чи чагарникової, наприклад на узліссях чи на лісових галявинах. |            | [ 6 ] [ 8 ]          |
| Мідянка звичайна (серб. smukulja)                                              | Coronella ausriaca Laurenti, 1768                   | Colubriadae  | Squamata   | LC              | Загалом поширена по всій Сербії, однак дещо рідше трапляється в сербській частині Паннонії, тобто на півночі країни, і то в основному вздовж Сави чи Дунаю, а також в районі Фрушка гора та Вршацьких гір. Для змії характерне розмаїття оселищ, але в основному мешкає серед рідколісся, на відкритих територіях з бідною рослинністю, на кам'яних берегах річок.                                                   |            | [ 4 ] [ 9 ]          |
| Полоз жовточеревий (серб. stepski smuk)                                        | Dolichophis caspius (Gmelin, 1789)                  | Colubriadae  | Squamata   | LC              | Не трапляється на північному заході країни, в інших частинах країни трапляється фрагментарно, що пов'язано з малою кількістю степових та лісостепових ділянок, які полюбляє змія. У Тисо-Дунайській низовині насамперед поширена в районі Фрушка гора та Деліблатських пісків, в долинах Сави, Тиси, Дунаю. |            | [ 4 ] [ 10 ]         |
| Полоз чотирисмугий (серб. četvoroprugi smuk)                                   | Elaphe quatuorlineata (Lacepède, 1789)              | Colubriadae  | Squamata   | LC              | Ареал поширення обмежений невеликою ділянкою на південному сході, здебільшого в долині Пчині, де є необхідний середземноморський клімат. У Сербії пролягає північна межа поширення змії. Оселищами виступають чагарники, узлісся, сади, порослі скелі. |            | [ 4 ] [ 11 ]         |
| Полоз оливковий (серб. šilac)                                                  | Platyceps najadum (Eichwald, 1831)                  | Colubriadae  | Squamata   | LC              | Ареал цього полоза ідентичний такому в E. quatuorlineta — долина Пчині. У Сербії пролягає північна межа поширення змії. Ксерофільний вид, полюбляє кам'янисті або скелясті біотопи з травою та кущами, узлісся, не цурається закинутих будов чи фруктових садів. |            | [ 4 ] [ 12 ]         |
| Полоз ескулапів (серб. eskulapov smuk)                                         | Zamenis longissimus (Laurenti, 1768)                | Colubriadae  | Squamata   | LC              | Ареал поширення в Сербії подібний до такого у C. austriaca. Цей полоз полюбляє ліси, однак не є рідкістю побачити його на берегах річок, серед сільськогосподарських угідь, на болотах. |            | [ 4 ] [ 13 ]         |
| Гекон середземноморський (серб. Kočijev gekon)                                 | Mediodactylus kotschyi (Steindachner, 1870)         | Gekkonidae   | Squamata   | LC              | Єдина автохтонна популяція — це та, яка трапляється в Призрені. Інші популяції (Новий Сад, Белград, Панчево, Смедерово, Ниш, Сремська Митровиця) є інтродукованими. У Сербії цей гекон практично завжди трапляється у людських будинках та в кам'яних будовах. |            | [ 14 ] [ 15 ]        |
| Гекон турецький (серб. kućni gekon)                                            | Hemidactylus turcicus (Linnaeus, 1758)              | Gekkonidae   | Squamata   | LC              | Інтродукований (радше за все випадково завезений автобусами та вантажними машинами) та синантропний вид, через свої температурні вподобання у Сербії трапляється лише в антропогенних ландшафтах. Описаний в Белграді, Бачка-Паланці, Сенті, Ниші, селі Челарево. |            | [ 16 ] [ 17 ]        |
| Алгіроідес далматинський (серб. ljuskavi gušter)                               | Algyroides nigropunctatus (Duméril et Bibron, 1839) | Lacertidae   | Squamata   | LC              | Трапляється виключно в гірській місцевості на південному заході країни (Косово) у долині річок Білий Дрин та Призренської Бистриці. Життєдіяльність пов'язана з карстами у цій місцевості. |            | [ 5 ] [ 18 ]         |
| Ящірка лучна (серб. šumski gušter)                                             | Darevskia praticola (Eversmann, 1834)               | Lacertidae   | Squamata   | NT              | Фрагментовані популяції трапляються в центрі та півдні країни, не трапляються на крайній півночі. Полюбляє луки, лісові галявини, є видом, що надає перевагу вогким та тінистим місцинам. |            | [ 5 ] [ 19 ]         |
| Ящірка прудка (серб. livadski gušter)                                          | Lacerta agilis Linnaeus, 1758                       | Lacertidae   | Squamata   | LC              | Ящірка надає перевагу територіям з континентальним та альпійським кліматом і уникає теплих чи посушливих місцин, відповідно у Сербії вона хоча і трапляється по всій країні, але особливо численна у Воєводині, а на південь від Сави та Дунаю якщо і трапляється, то в горах на висоті від 600 метрів над рівнем моря.                                                                                              |            | [ 5 ] [ 20 ]         |
| Ящірка трисмуга (серб. balkanski zelembać)                                     | Lacerta trilineata Bedriaga, 1886                   | Lacertidae   | Squamata   | LC              | Нечасті знахідки (поблизу гір Руян, Карадаг та селища Старац) стосуються крайнього півдня країни поблизу кордону з Македонією (звідки ящірка і дісталася Сербії), де в долинах річок Пчиня та Вардар формується середземноморський клімат, необхідний для життєдіяльності L. trilineata. |            | [ 21 ] [ 22 ]        |
| Ящірка зелена (серб. zelembać)                                                 | Lacerta viridis (Laurenti, 1768)                    | Lacertidae   | Squamata   | LC              | Поширена по всій Сербії, але особливо на півночі, де наявні необхідні оселища: добре освітлені рідколісся, узлісся, поля, порослі насипи. Найбільші популяції трапляються на території Деліблатський та Пешчарських пісків, лесових берегів Сави та Дунаю, біля Фрушка гора. |            | [ 5 ] [ 23 ]         |
| Стінна ящірка Ерхарда (серб. južni zidni gušter)                               | Podarcis erhardii (Bedriaga, 1882)                  | Lacertidae   | Squamata   | LC              | У Сербії наявна тільки на крайньому півдні та південному сході в Косово, в долинах річок Південна Морава та Пчиня. Полюбляє теплі, а то і посушливі, кам'янисті та скелясті місцини з густою чагарниковою рослинністю чи серед рідколісся. |            | [ 5 ] [ 24 ]         |
| Ящірка мурова (серб. zidni gušter)                                             | Podarcis muralis (Laurenti, 1768)                   | Lacertidae   | Squamata   | LC              | Трапляється по всій країні, але на півночі рідше та більш кластерно (район Фрушка гора, Вршацькі гори, людські поселення та антропогенні ландшафти). Теплі скелясті схили, осипи, кам'яні будівлі та мури, хвойні ліси, виноградники та сади — місця, де можна натрапити на ящірку (на півночі країни переважають вологі рівнини, які вона не полюбляє).                                                             |            | [ 5 ] [ 25 ]         |
| Ящірка кримська (серб. stepski gušter)                                         | Podarcis tauricus (Pallas, 1814)                    | Lacertidae   | Squamata   | LC              | Розкидані популяції ящірки знаходяться на півночі, сході та півдні країни, оминаючи центр та захід країни. Це пов'язано з антропогенною деградацією необхідних для її життєдіяльності степових місцин. |            | [ 5 ] [ 26 ]         |
| Ящірка живородна (серб. živorodni gušter або planinski gušter)                 | Zootoca vivipara (Lichtenstein, 1823)               | Lacertidae   | Squamata   | LC              | Реліктовий вид останнього льодовикового періоду, чиї популяції розкидані по країні та пов'язані з горами (від 1000 метрів висоти): Балканські гори, Чемерник, Варденик, Проклетіє, Шар-Планина, Мокра гора, Капаоник, Тара. |            | [ 5 ] [ 27 ]         |
| Вуж звичайний (серб. belouška)                                                 | Natrix natrix (Linnaeus, 1758)                      | Natricidae   | Squamata   | LC              | Поширений по всій території Сербії, життєдіяльність вужа сильно пов'язана з різноманітними водоймами. |            | [ 4 ] [ 28 ]         |
| Вуж водяний (серб. ribarica)                                                   | Natrix tessellata (Laurenti, 1768)                  | Natricidae   | Squamata   | LC              | Аналогічно до N. natrix — поширений по всій країні, життєдіяльність пов'язана з водоймами. |            | [ 4 ] [ 29 ]         |
| Коротконіжка європейська (серб. kratkonogi gušter)                             | Ablepharus kitaibelii Bibron et Bory, 1833          | Scincidae    | Squamata   | LC              | Трапляється на території всієї країни, але більш численна на півдні. На півночі полюбляє дубові ліси та чагарники на схилах гір, степові та лісостепові місцини, на півдні, у гірській місцевості, надає перевагу виключно степовим місцинам. |            | [ 30 ] [ 31 ]        |
| Гадюка носата (серб. poskok)                                                   | Vipera ammodytes (Linnaeus, 1758)                   | Viperidae    | Squamata   | LC              | Вкрай рідко трапляється в Тисо-Дунайській низовині, в основному на неї можна натрапити на південь від Сави та Дунаю. Надає перевагу теплим скелястим місцинам чи каньйонам, дубовим лісам, гірським лукам. |            | [ 32 ] [ 33 ] [ 34 ] |
| Гадюка звичайна (серб. šarka)                                                  | Vipera berus (Linnaeus, 1758)                       | Viperidae    | Squamata   | LC              | Наявні дві популяції — низинна (північно-західна частина країни, південь Банату та південь Срему) та гірська (більше на півдні та в центрі країни). Ареал поширення сильно фрагментований. Низовинна популяція полюбляє болота та дубові ліси, гірська — хвойні ліси та альпійські луки. |            | [ 32 ] [ 35 ] [ 36 ] |
| Гадюка лучна (серб. šargan)                                                    | Vipera ursinii (Bonaparte, 1835)                    | Viperidae    | Squamata   | VU              | Трапляється на півдні країни в Динарських Альпах, ареал дуже фрагментований. Трапляється на гірських пасовищах та луках від 1600 метрів над рівнем моря. |            | [ 32 ] [ 37 ] [ 38 ] |
| Черепаха болотна (серб. barska kornjača)                                       | Emys orbicularis (Linnaeus, 1758)                   | Emydidae     | Testudines | NT              | Фрагментована, але поширена по всій країні, її життєдіяльність пов'язана зі стоячою водою з густою рослинністю. У Воєводині здебільшого трапляється в штучних водоймах, що вже не використовують для потреб сільського господарства, затоплених кар'єрах. В інших частинах надає перевагу природним об'єктам: болотам, старицям, озерам.                                                                             |            | [ 39 ] [ 40 ]        |
| Червоновуха черепаха звичайна (серб. crvenouha/žutouha/kamberlendska kornjača) | Trachemys scripta (Thunberg in Schoepff, 1792)      | Emydidae     | Testudines | NA              | Інвазивний та інтродукований вид, що конкурує за оселища з E. orbicularis, нерідко їх витісняє. У Сербії єдині популяції, які достеменно здатні до відтворення, знаходяться поблизу Нового Саду та Белграду. Згідно з дослідженнями, водні водойми в Тисо-Дунайській низовині (на висоті до 100 метрів над рівнем моря) найбільш придатні для інвазії.                                                               |            | [ 41 ] [ 42 ]        |
| Черепаха середземноморська (серб. grčka kornjača)                              | Testudo graeca Linnaeus, 1758                       | Testunididae | Testudines | NT              | Декілька знахідок на самому півдні та південному заході країни (наприклад, поблизу Прешево, неподалік гори Старац, в районі Шар-Планини в Косові. Ксерофільний середземноморський вид, що полюбляє чагарники на відкритих місцевостях, як-от пасовища чи пустища, луки, рідколісся. |            | [ 43 ] [ 44 ]        |
| Черепаха балканська (серб. šumska kornjača)                                    | Testudo hermanni Gmelin, 1789                       | Testunididae | Testudines | VU              | На півночі ареал обмежений Дунаєм та Савою, приблизна межа на заході — 20 меридіан. Полюбляє світлі негусті широколистяні (особливо дубові або каштанові) ліси, відкриті чагарникові місцини на схилах гір, уникає надміру вологих місцин. |            | [ 45 ] [ 46 ] [ 47 ] |

### Потенційні нові види
| Українська назва/Локальна нава | Біноміальна назва                                                            | Родина        | Ряд      | Статус ЄЧС/МСОП | Пояснення | Зображення | Виноски |
| ------------------------------ | ---------------------------------------------------------------------------- | ------------- | -------- | --------------- | --- | ---------- | ------- |
|                                | Anguis greaca Bedriaga, 1881                                                 | Anguidae      | Squamata | LC              | Трапляється в Північній Македонії неподалік сербського кордону, відповідно потенційно в майбутньому на неї можна буде натрапити на самому півдні країни. |            | [ 48 ]  |
|                                | Hierophis gemonensis (Laurenti, 1768)                                        | Colubridae    | Squamata | LC              | Трапляється в Албанії неподалік сербського кордону, можлива присутність в долині Дрину.                                                                  |            | [ 49 ]  |
| Котяча змія кавказька          | Telescopus fallax Fleischmann, 1831                                          | Colubridae    | Squamata | LC              | Трапляється в Північній Македонії неподалік сербського кордону, відповідно потенційно в майбутньому на неї можна буде натрапити на самому півдні країни. |            | [ 50 ]  |
| Полоз леопардовий              | Zamenis situla (Linnaeus, 1758)                                              | Colubridae    | Squamata | LC              | Трапляється в Північній Македонії неподалік сербського кордону, відповідно потенційно в майбутньому на неї можна буде натрапити на самому півдні країни. |            | [ 51 ]  |
|                                | Dinarolacerta montenegrina Ljubisavljević, Arribas, Džukić et Carranza, 2007 | Lacertidae    | Squamata | NT              | Трапляється в гірському масиві Проклетіє в Албанії та Чорногорії, потенційно може існувати й в сербській частині масиву.                                 |            | [ 52 ]  |
|                                | Malpolon insignitus (Geoffroy Saint-Hilaire, 1827)                           | Psammophiidae | Squamata | LC              | Трапляється в Північній Македонії неподалік сербського кордону, відповідно потенційно в майбутньому на неї можна буде натрапити на самому півдні країни. |            | [ 53 ]  |